# Valentino (cantante)
Peter González Torres (Puerto Rico; 12 de julio de 1980), más conocido por su nombre artístico como Valentino, es un cantante y compositor puertorriqueño de Reguetón. Fue integrante del dúo Magnate & Valentino desde 1998 hasta 2013, año en que anunciaron su separación. Aparte de ser cantante es graduado de Ingeniería Civil.

## Carrera musical

### Como dúo
Se unió a Magnate en 1998, con el cual grabó los proyectos Warriors II, 9 plagas, vol. II y The Show en la feria, este último tuvo gran acogida por parte del público. Después estrenaron su producción discográfica denominada Rompiendo el Hielo que cuenta con la participación del dúo Héctor & Tito y del cantante Nicky Jam.
Dos años más tarde, publicaron su segundo álbum, Sin Limite, que cuenta con la colaboración de Don Omar y se destaca por los sencillos «Vuelve A Mi», «Ya Lo Sé» y «Fiera Callada». Durante 2006 y 2007, Valentino publica un álbum colaborativo con Gocho y Mario VI, titulado La Perfecta Ocasión, mientras que Magnate decide estrenar algunos sencillos como solista, publicando un álbum de estudio, Progresivo. En 2009 se reúnen para grabar su penúltimo álbum titulado Química perfecta apoyado por el sencillo «Si te acuerdas de mí».
En 2013, luego de publicar su álbum Imparables, el dúo se separa y ambos deciden continuar su carrera como solista.

### Como solista
Tras la separación como dúo; Valentino decide enfocarse en su nueva etapa como solista, lanzando su sencillo «No Llores Más», acompañado de J Álvarez, el cual gozo de popularidad entre el público y tuvo buena acogida, para el cual llegó a grabar el remix junto a Nicky Jam y Ñejo. 
En el álbum Fénix de Nicky Jam apareció en la canción «Cuando tú quieras». En el mismo año publicó el sencillo «Bésame» en colaboración con Manuel Turizo.
En el 2018 firma un contrato con la compañía discográfica Warner Music. En 2020, con el estreno de su sencillo «Hola» con Darell y Rauw Alejandro, donde anunció que en su futuro álbum, titulado Myself, va a contener distintos ritmos y sonidos, desde reguetón a cumbia.

## Discografía

### Como Magnate & Valentino
- 2002: Rompiendo el hielo
- 2004: Sin límite
- 2006: Before & After
- 2009: Química perfecta
- 2013: Imparables

### Como solista
- 2006: Los compadres: La perfecta ocasión (con Gocho y Mario VI)
- TBA: Myself

## Vida personal
Valentino, tiene 2 hermanos. Su pasatiempo favorito es jugar baloncesto, la música y videojuegos.